# 大蔵海岸
大蔵海岸（おおくらかいがん）は兵庫県明石市東部の大蔵海岸通1丁目、2丁目にある海浜公園。広さは320,000 m2。

## 概要
海浜公園としての人工砂浜のほか、レジャー用品の大型店舗、入浴施設（スーパー銭湯）、24時間営業のスーパーマーケットなどもある。かつてはバーベキュー施設「La mer cafe Okura」があったが、2007年に閉鎖された。また、1999年に堀江謙一が太平洋横断をした船「モルツマーメイドII号」が恒久展示されている。
JR山陽本線朝霧駅から明石市役所付近に続く大蔵海岸は、古来から白砂青松の海岸として有名で、海水浴など観光客で賑わっていた。しかし、海岸線沿い国道28号が建設された際に、護岸が堤防と消波ブロックで固められたため、海に近づくのは釣り人程度という状態になってしまった。その後、明石海峡大橋を眺望する絶好の場所であることから海浜公園として再生させることとなり、1993年から埋め立てが始まり、1998年に供用開始された。
1999年12月31日には見通しがよいことから「AKASHI千年祭」の花火大会の開催場所に選ばれた。2000年12月31日には、インターネット博覧会の明石海峡世紀越え行事「ジャパンカウントダウン2001」の会場ともなっている。
2001年7月には明石花火大会歩道橋事故が発生、同年12月には明石砂浜陥没事故が発生したことから砂浜部分は閉鎖され、花火大会も中止された。
2005年6月頃に再オープンを予定していたが、コアジサシの巣があることが確認されたため、幼鳥の巣立ち後の時期にオープンが延期された。

## アクセス
国道28号沿いにあり、東端はJR朝霧駅が隣接する。山陽電車からは大蔵谷駅、人丸前駅が最寄り駅となる。
2009年には、明石市のコミュニティバス「ちょいのりバス」が停車していた（2009年末で社会実験運行終了）。

## 事故
- 2001年7月21日 - 第32回市民夏祭りの際、花火見物の客が近くのJR朝霧駅に押し寄せたため、駅と海岸を結ぶ「朝霧歩道橋」が非常に混雑して群集事故が発生し死傷者を出した（明石花火大会歩道橋事故）。
- 2001年12月30日 - 砂浜陥没事故により女児が生き埋めになり、救急搬送されたが窒息による低酸素脳症のため意識が戻らないまま、翌2002年5月26日に死亡した（明石砂浜陥没事故）[2][3]。
- 2017年7月8日 - 海水浴中の男子大学生が水難事故により当日死亡。男子大学生は第98回全国高等学校野球選手権大会に出場していた[4][5]。

## ギャラリー

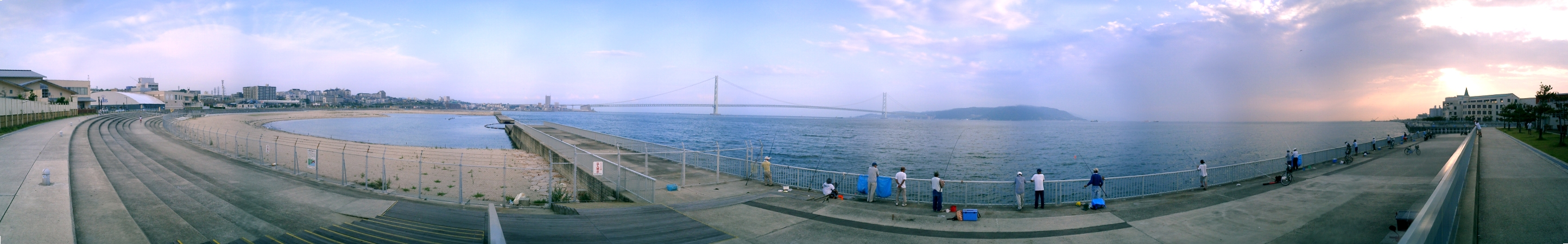
大蔵海岸南側

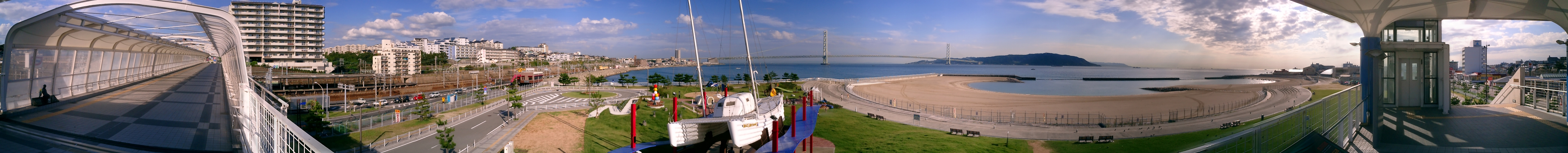
朝霧駅歩道橋から明石海峡大橋を遠望。
中央に明石海峡大橋と「モルツマーメイドII号」、その右手には淡路島が見える。橋を挟んだ反対側が舞子（神戸市垂水区）である。下部の砂浜は大蔵海岸で、撮影場所の朝霧駅歩道橋（写真左隅に、明石花火大会歩道橋事故の慰霊碑）は明石海峡大橋を眺望する絶好のスポットとなっている。